# لهنه (طارم)
لهنه روستایی در دهستان گیلوان، در بخش مرکزی شهرستان طارم استان زنجان ایران است. در سال ۱۳۸۵، جمعیت آن ۲۲ نفر در ۸ خانوار بوده است.